# Reformierte Kirche Bätterkinden

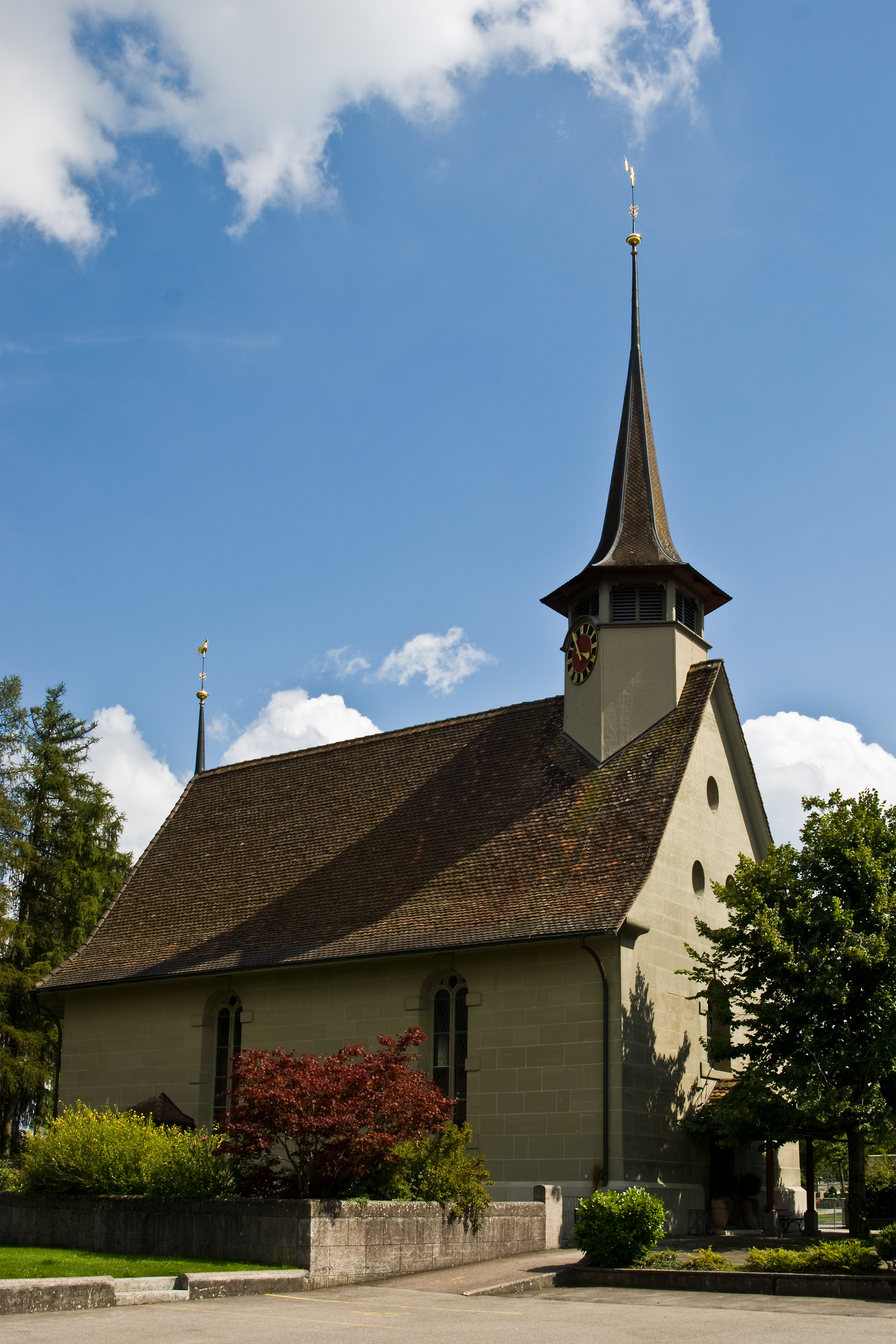
Kirche Bätterkinden

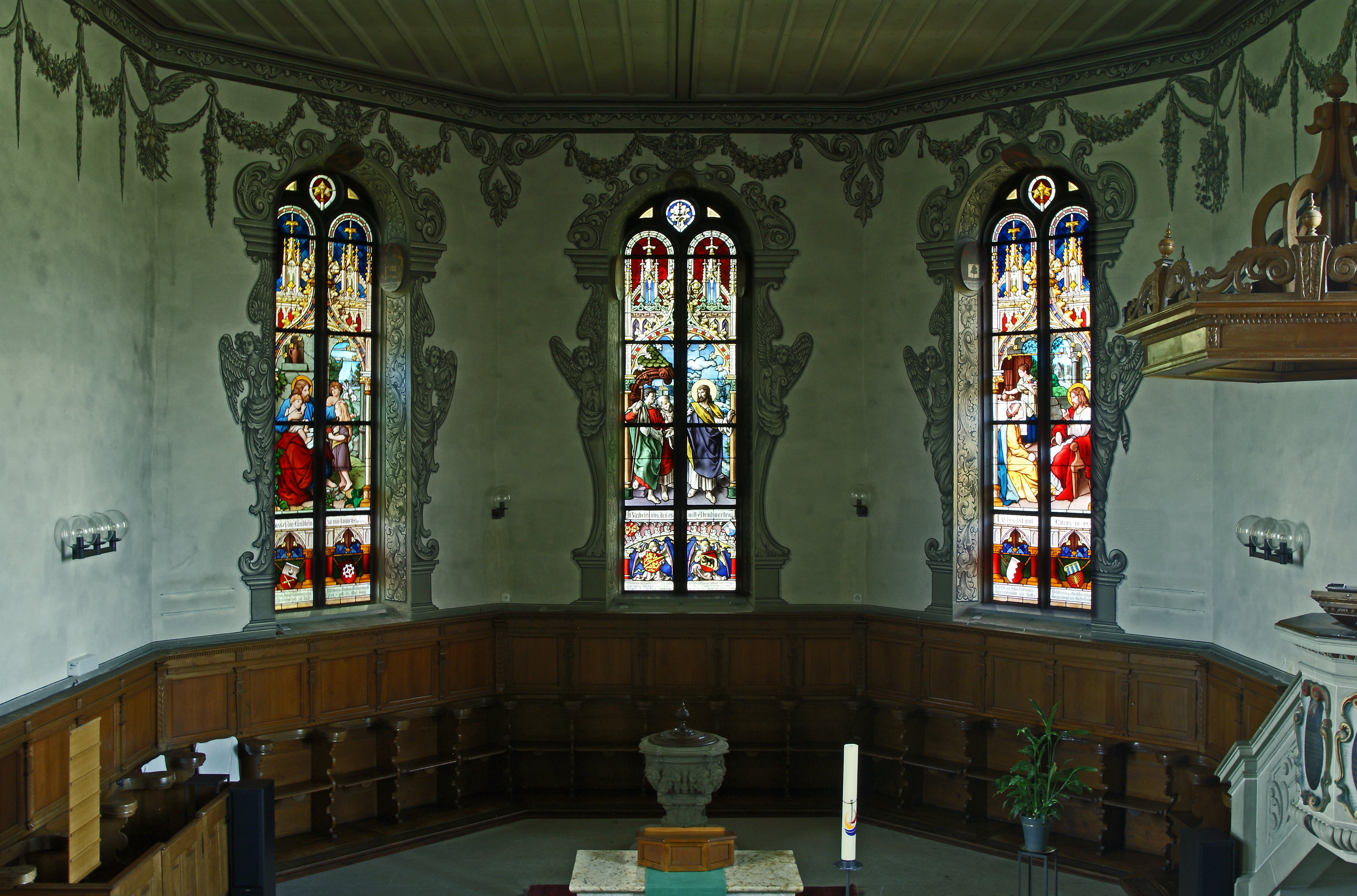
Innenraum

Die reformierte Kirche Bätterkinden ist ein barockes Kirchengebäude in der Gemeinde Bätterkinden (Schweiz).

## Geschichte
Die erste Erwähnung der Kirche Bätterkinden datiert aus dem Jahr 1275. Die heutige Kirche wurde vom Berner Werkmeister Abraham Dünz im Jahr 1664 errichtet.

## Beschreibung
Das Gotteshaus ist als Saalkirche mit polygonalen Abschluss angelegt. Bei diesem spezifisch protestantischen Gebäude ist – anders als bei Kirchenbauten der katholischen Tradition – der Chor weder eingezogen noch deutlich erhöht gebaut. Ausserdem ist er mit einem Laien-Chorgestühl versehen, sodass der Pfarrer durch den Chor nicht von der Gemeinde distanziert, sondern von ihr umgeben ist.
Im Chorraum befinden sich Abendmahlstisch und Taufstein, während die Kanzel an der Seitenwand des Kirchenschiffs positioniert ist. Zwischen Korb und Schalldeckel befindet sich ein Oculus-Fenster. Die Kirche wird durch Rundbogenfenster mit gotisierendem Masswerk beleuchtet. Bemerkenswert sind die reichhaltigen barocken Grisaille-Malereien an Türrahmen, Fenstern und am Ansatz der Holzdecke.
Aus jüngerer Zeit sind die neugotischen Glasmalereien und die Orgel (erbaut 1808 oder 1826 von Philipp Heinrich Caesar; heutiges Werk 1966 von Orgelbau Genf), deren Prospekt im Empire-Stil gehalten ist.